# Great Expectations (serie de televisión de 2023)
Great Expectations es una serie de televisión británico-estadounidense de drama de época desarrollado por Steven Knight, basado en la novela del mismo nombre de Charles Dickens, estrenada tanto en el Reino Unido en BBC One, como en Estados Unidos en FX on Hulu el 26 de marzo de 2023,

## Sinopsis
Great Expectations cuenta la historia de madurez de Pip, un huérfano que anhela una suerte mejor en la vida, hasta que un giro del destino y las malvadas maquinaciones de la misteriosa y excéntrica «Miss Havisham» le muestran un oscuro mundo de posibilidades. Bajo las grandes expectativas puestas en él, Pip tendrá que averiguar el verdadero coste de este nuevo mundo y si realmente le convertirá en el hombre que desea ser. Crítica condenatoria del sistema de clases, la novela de Dickens se publicó en 1861 tras su primera edición en capítulos semanales en diciembre de 1860.

## Elenco y personajes
- Fionn Whitehead como Pip
  - Tom Sweet como el joven Pip
- Johnny Harris como Magwitch
- Trystan Gravelle como Compeyson
- Owen McDonnell como Joe
- Hayley Squires como Sara
- Tim Key como el Sr. Wopsle
- Matt Berry como el Sr. Pumblechook
- Olivia Colman como Miss Havisham
- Ashley Thomas como Jaggers
- Shalom Brune-Franklin como Estella
- Laurie Ogden como Biddy
- Rudi Dharmalingam como John Wemmick
- Matthew Needham como Bentley Drummle

## Episodios
| N.º | Título      | Dirigido por | Escrito por   | Fecha de lanzamiento original |
| --- | ----------- | ------------ | ------------- | ----------------------------- |
| 1   | «Episode 1» | Brady Hood   | Steven Knight | 26 de marzo de 2023           |
| 2   | «Episode 2» | Brady Hood   | Steven Knight | 26 de marzo de 2023           |
| 3   | «Episode 3» | Brady Hood   | Steven Knight | 2 de abril de 2023            |
| 4   | «Episode 4» | Brady Hood   | Steven Knight | 9 de abril de 2023            |
| 5   | «Episode 5» | Samira Radsi | Steven Knight | 16 de abril de 2023           |
| 6   | «Episode 6» | Samira Radsi | Steven Knight | 23 de abril de 2023           |

## Producción
En mayo de 2020, se anunció que Stephen Knight desarrollaría una serie de televisión siendo una adaptación de la novela de Charles Dickens en colaboración entre BBC y FX, su segunda tras A Christmas Carol de 2019.
En febrero de 2022, se anunció el elenco de la serie, con Olivia Colman interpretando a Miss Havisham, y Fionn Whitehead interpretando a Pip. El rodaje comenzó en marzo de 2022, y la producción tuvo lugar en Buckler's Hard, Hampshire el 30 de marzo.

## Recepción
En el sitio web del agregador de reseñas Rotten Tomatoes, la serie tiene un índice de aprobación del 41%, basándose en 37 reseñas con una calificación media de 5,40/10. El consenso de la crítica dice: «Incluso con la inestimable Olivia Colman como intérprete, la difícil reimaginación de Steven Knight de la obra maestra de Dickens queda muy por debajo de las expectativas». En Metacritic, tiene una puntuación media ponderada de 52 sobre 100 basada en 17 reseñas, lo que indica «reseñas mixtas o medias».